# Éliás, a kis mentőhajó (film)
Az Éliás, a kis mentőhajó (eredeti cím: Elias og Storegaps Hemmelighet vagy Anchors up) 2017-ben bemutatott norvég 3D-s számítógépes animációs film, amelyet Will Ashurst és Simen Alsvik rendeztek. Az animációs játékfilm producere Sigurd Slattebrekk. A forgatókönyvet Simen Alsvik és Karsten Fullu írták. A zenéjét Gaute Storaas szerezte. A mozifilm az Animando és a Steamheads Studios gyártásában készült, a Sola Media, a Splendid Film, a Paycom Cinema és a SF Studios forgalmazásában jelent meg. Műfaja akciófilm. Magyarországon 2018. március 29-én mutatták be a mozikban.

## Szereplők
| Szereplő                                        | Eredeti hang         | Magyar hang | Leírás |
| ----------------------------------------------- | -------------------- | ----------- | --- |
| Helinor                                         | Marie Blokhus        |             | |
| Storeblink                                      | Anderz Eide          |             | |
| Marcus                                          | Marcus Gunnarsen     |             | |
| Martinus                                        | Martinus Gunnarsen   |             | |
| Duppe                                           | Christine Hope       |             | |
| Krana, Jentebåt                                 | Andrea Bræin Hovig   |             | |
| Våghals, Tørre                                  | Svein Roger Karlsen  |             | |
| Grabben                                         | Magnus Krepper       |             | |
| Kruse                                           | Yngve Marcussen      |             | |
| Racer                                           | Ravi                 |             | |
| Bøyvind, Vesleboret                             | Espen Sandvik        |             | |
| Elias                                           | Sampda Sharma        |             | Egy kis mentőhajó, a mesefilm főszereplője, a nap hőse, egy nagy viharban sikeres mentőakciót hajt végre, elkapja az illegális kikötői bányászokat. |
| Tråle, Klure                                    | Fredrik Steen        |             | |
| Stella / Kystruta / Klæbb / Berit / Lille-Grave | Henriette Steenstrup |             | |
| Kula, Goliat                                    | Dennis Storhøi       |             | |